# Glinik Górny
Glinik Górny est un village du sud-est de la Pologne situé dans la voïvodie des Basses-Carpates. Il fait partie de la gmina de Frysztak (commune rurale) et du powiat de Strzyżów. La population du village s'élève à 898 habitants en 2011.

## Géographie
| Stępina | Huta Gogołowska | Stępina       |
| Gogołów | Glinik Górny    | Glinik Średni |
| Lublica | Sieklówka       | Lubla         |

Glinik Górny se situe à 4,7km de Frysztak, 11,9km de Jasło, 18,3km de Strzyżów et 23,9km de Krosno.